# Ildar Chajrullin
Ildar Amirowicz Chajrullin, ros. Ильдар Амирович Хайруллин (ur. 22 sierpnia 1990 w Permie) – rosyjski szachista, arcymistrz od 2007 roku.

## Kariera szachowa
Jest dwukrotnym mistrzem świata juniorów (2004, Heraklion, do 14 lat oraz 2005, Belfort, do 18 lat), jak również brązowym medalistą mistrzostw Europy juniorów (2002, Peñiscola, do 12 lat).
Normy arcymistrzowskie zdobył w Kiriszi (2005, turniej Młodych gwiazd, II m. za Siergiejem Karjakinem) oraz w Moskwie (2006, na turnieju Aerofłot Open i w finale indywidualnych mistrzostw Rosji, w którym podzielił V-VII m.). Inne indywidualne sukcesy odniósł m.in. w:
- Permie – dwukrotnie (2002, I m. i 2003, dz. I m. wspólnie z Aleksiejem Bezgodowem),
- Sierpuchowie (2003, dz. II m. za Dmitrijem Andriejkinem),
- Samarze (2003, I m.),
- Kiriszi – trzykrotnie (2003, dz. II m. za Janem Niepomniaszczijem, wspólnie z Dmitrijem Andriejkinem; 2004, dz. I m. wspólnie z Siarhiejem Żyhałką i Jurijem Kuzubowem; 2005, II m. wspólnie za Serhijem Karjakinem),
- Sankt Petersburgu (2006, dz. II m. za Nikitą Witiugowem, wspólnie z Michaiłem Brodskim oraz 2010, I m. w mistrzostwach miasta).

Uwaga: Lista sukcesów niekompletna (do uzupełnienia od 2010 roku).
Najwyższy ranking w dotychczasowej karierze osiągnął 1 kwietnia 2013 r., z wynikiem 2660 punktów zajmował wówczas 86. miejsce na światowej liście FIDE, jednocześnie zajmując 19. miejsce wśród rosyjskich szachistów.